# Diocese de Gotemburgo
A Diocese de Gotemburgo (em sueco: Göteborgs stift) é uma das 13 dioceses constituintes da Igreja da Suécia, sediada na Catedral de Gotemburgo, na cidade de Gotemburgo. 
Foi fundada em 1655, e abrange as províncias históricas de Bohuslän, da Halland e o sudoeste da Västergötland. Conta com 177 paróquias, de Laholm, no sul, até Strömstad, no norte. 
Atualmente (2023) é dirigida pela bispa Susanne Rappmann (2018-).

A Diocese de Gotemburgo